# Domaine d'Ojima

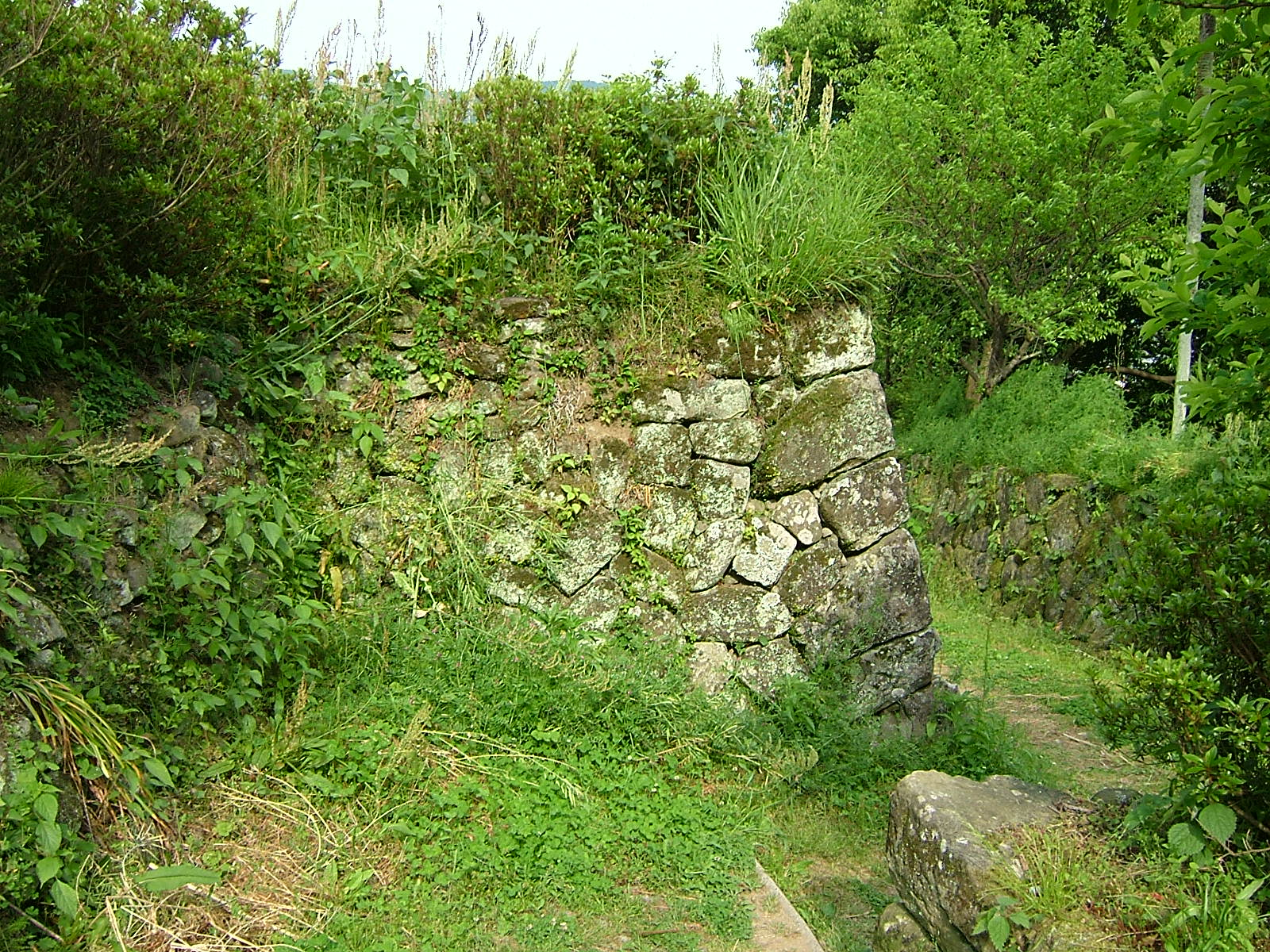
Ruines du jin’ya d'Ojima.

Le domaine d'Ojima (小島藩, Ojima-han) est un domaine féodal fudai japonais de la période Edo situé dans la province de Suruga. Son centre se trouve dans ce qui est de nos jours le district Shimizu-ku d'Ojima.

## Histoire
En mai 1689, Matsudaira Nobunari, fils adoptif du seigneur du château de Sunpu et wakadoshiyori dans le shogunat Tokugawa est élevé de son ancien statut de hatamoto à 4 000 koku à celui de daimyō de 10 000 koku et se voit attribuer pour domaine le territoire d'Ojima à l'est de Sunpu. Il est également autorisé à fonder sa propre branche du clan Matsudaira, le clan Takiwaki Matsudaira (滝脇松平家). Cependant, à cause de la petite taille de son domaine, il n'est pas autorisé à construire un château mais gouverne à partir de sa résidence fortifiée ou jin'ya.
Durant la gouvernance du 4e daimyō, Matsudaira Masanobu, le domaine est proche de la banqueroute, ce que Masanobu essaye d'éviter par une hausse si importante des taxes que ses paysans se révoltent en 1768. Les problèmes fiscaux se prolongent des années et le 8e daimyō, Matdusaira Nobumoto, publie un tract essayant d'expliquer — tant à ses vassaux qu'à ses paysans — la nécessité de taxes élevées et de restrictions budgétaires. Le 9e daimyō, Matsudaira Nobuyuki, transforme toutes les industries au sein du domaine en monopole gouvernemental et vend des permis pour lever des fonds.
Durant la période du Bakumatsu, le 11e et dernier daimyō, Matsudaira Nobutoshi, se range du côté du nouveau gouvernement de Meiji en 1867. Son domaine est aboli avec la création du domaine de Sunpu pour Yoshinobu Tokugawa, l'ancien shogun maintenant retiré et Nobutoshi est transféré au domaine de Jōzai dans la province de Kazusa en juillet 1869.
Le site de l'ancien jin'ya d'Ojima est à présent un musée d’histoire locale et les restes de quelques murs de fondations ont été déclarés « site historique national » en 2006.

## Liste des daimyos
- Clan Matsudaira (Takiwaki) (fudai, 10 000 koku)

| #  | Nom                             | Dates     | Titre              | Rang                    |
| -- | ------------------------------- | --------- | ------------------ | ----------------------- |
| 1  | Matsudaira Nobunari (松平信孝)  | 1689-1690 | Tajima-no-kami     | 5e inférieur (従五位下) |
| 2  | Matsudaira Nobuharu (松平信孝)  | 1690-1724 | Shimotsuke-no-kami | 5e inférieur (従五位下) |
| 3  | Matsudaira Nobutaka (松平信嵩)  | 1724-1731 | Awa-no-kami        | 5e inférieur (従五位下) |
| 4  | Matsudaira Masanobu (松平昌信)  | 1731-1771 | Awa-no-kami        | 5e inférieur (従五位下) |
| 5  | Matsudaira Nobunori (松平信義)  | 1771-1800 | Tamba-no-kami      | 5e inférieur (従五位下) |
| 6  | Matsudaira Nobukadou (松平信圭) | 1800-1815 | Awa-no-kami        | 5e inférieur (従五位下) |
| 7  | Matsudaira Nobutomo (松平信友)  | 1815-1836 | Tango-no-kami      | 5e inférieur (従五位下) |
| 8  | Matsudaira Nobumasu (松平信賢)  | 1836-1851 | Tango-no-kami      | 5e inférieur (従五位下) |
| 9  | Matsudaira Nobuyuki (松平信進)  | 1851-1863 | Tango-no-kami      | 5e inférieur (従五位下) |
| 10 | Matsudaira Nobufumi (松平信書)  | 1863-1864 | Tango-no-kami      | 5e inférieur (従五位下) |
| 11 | Matsudaira Nobutoshi (松平信敏) | 1864-1868 | Tango-no-kami      | 5e inférieur (従五位下) |

## Source de la traduction
- (en) Cet article est partiellement ou en totalité issu de l’article de Wikipédia en anglais intitulé « Ojima Domain » (voir la liste des auteurs).